# سان نيكولو دي أركيدانو
سان نيكولو دي أركيدانو، (بالإنجليزية: San Nicolò d'Arcidano)‏، (سردينيا: Arcidànu)، هي بلدية في مقاطعة أوريستانو، في إقليم سردينيا الإيطالي، وتقع على بعد حوالي 70 كم شمال غرب كالياري، وحوالي 25 كم جنوب أوريستانو. 

## السكان
في سنة 1861 بلغ عدد السكان 1٬144 نسمة، وتطور العدد ليصل في سنة 2011 لـ 2٬811 نسمة.
يظهر هذا المخطط البياني تطور النمو السكاني لـ سان نيكولو دي أركيدانو